# مارثا روبير
مارثه روبير (بالفرنسية: Marthe Robert)‏ (1914 - 1996)، هي كاتبة فرنسية. وُلدت مارتا روبير في باريس عام 1914، وتلقت دراستها في سوربون و جامعة فرانكفورت، ثم اختلطت بأوساط مثقفي مونبارناس، وتخصصت في تحليل مؤلفات كافكا، كما ترجمت عن الألمانية للفرنسية غوته و نيتشه و الأخوان غريم و كافكا. توفيت في باريس عام 1996م عن عمر ناهز 82 سنة.
ومن أشهر مؤلفاتها كتابها «مقدمة لقراءة كافكا» الذي صدر عام 1946م 